# Brave Lifa
Brave Lifa, född 5 september 1995, är en malawisk simmare.
Lifa tävlade för Malawi vid olympiska sommarspelen 2016 i Rio de Janeiro, där han blev utslagen i försöksheatet på 50 meter frisim.